# Consell Jurídic Consultiu
El Consell Jurídic Consultiu de la Comunitat Valenciana va ser creat per la Llei 10/1994, de 19 de desembre, modificada parcialment per la Llei 14/1997, de 26 de desembre; la Llei 6/2002, de 2 d'agost, d'Estatut dels Expresidents de la Generalitat; la Llei 11/2002, de 23 de desembre que va modificar també la citada Llei d'Estatut dels Expresidents, i la Llei 16/2003, de 17 de desembre. La Llei 5/2005, de 4 d'agost, de Reforma de la Llei 10/1994, va introduir reformes substancials en la institució, a conseqüència de l'aprovació, en Les Corts, l'1 de juliol de 2005, de la proposició de reforma de l'Estatut d'Autonomia de la Comunitat Valenciana. Finalment, la Llei 10/2006, de 26 de desembre, de Mesures Fiscals, de Gestió Administrativa i Financera, i d'Organització de la Generalitat, va modificar alguns aspectes relatius a les competències de la Institució.
La seua entrada en funcionament va tindre lloc el 17 de gener de 1997. El reglament orgànic es va aprovar pel Decret 138/1996, de 16 de juliol, del Govern Valencià, el qual també va ser modificat pel Decret 151/2003, de 29 d'agost i, finalment, pel Decret 161/2005, de 4 de novembre, del Consell de la Generalitat.
El Consell Jurídic Consultiu es defineix en l'article primer de la seua llei de creació com el suprem òrgan consultiu del Consell de la Generalitat Valenciana i de la seua Administració i, si s'escau, de les administracions locals radicades al País Valencià. També ho és de les universitats públiques de València i de la resta d'entitats i corporacions de dret públic no integrades en l'administració autonòmica. En l'exercici de la seua funció haurà de vetllar per l'observança de la Constitució, de l'Estatut d'Autonomia de la Comunitat Valenciana i de la resta de l'ordenament jurídic.
Es beneficia per això d'autonomia orgànica i de funcionament, i així queda garantida l'objectivitat i la independència.
La consulta al Consell és preceptiva en els casos en què la seua llei de creació o qualsevol altra així ho establisca, i facultativa en la resta de casos. Els dictàmens que emet no són vinculants, llevat que ho dispose una llei.
Les disposicions aprovades i les resolucions que recaiguen sobre assumptes informats pel Consell hauran d'expressar si s'acorden o s'adopten conforme al dictamen o si se n'aparten.

## Composició
El Consell Jurídic Consultiu (CJC) està format, en l'actualitat, per sis consellers electius. D'ells, tres són designats per majoria de 3/5 dels Corts Valencianes; els altres tres, són designats per Decret del Consell de la Generalitat, d'entre estos últims, el president de la Generalitat anomena el president de la institució.
Els consellers electius són anomenats per un mandat de cinc anys, prorrogable fins a dos mandats més consecutivament. Durant el seu mandat, gaudixen d'inamovilitat i estan sotmesos al mateix règim d'incompatibilitats establit amb caràcter general per als alts càrrecs de l'Administració, exceptuant les activitats docents i investigadores.
Els consellers electius són designats entre professionals i científics que s'hagen distingit en el camp del Dret amb més de deu anys d'exercici professional, o entre juristes de reconegut prestigi i amb experiència en assumptes d'Estat o autonòmics. A més, hauran de tindre la condició política de valencians.
Junt amb els consellers electius, està prevista l'existència de consellers nats. La condició de conseller nat l'ostentaran els expresidents de la Generalitat que, en els termes que preveu la Llei que regula el seu estatut, s'incorporen al CJC.
El secretari general és nomenat pel Consell de la Generalitat, a proposta del president del CJC.
En l'actualitat el Consell Jurídic Consultiu de la Comunitat Valenciana està format per:
- Margarita Soler Sánchez, presidenta
- Enrique Fliquete Lliso, conseller electiu i vicepresident
- Faustino de Urquía Gómez, conseller electiu
- Asunción Ventura Franch, consellera electiva
- Mª Carmen Pérez Cascales, consellera electiva
- Joan Carles Carbonell Mateu, conseller electiu
- Francisco Camps Ortiz, conseller nat
- Joan Maria Tamarit i Palacios, secretari general

## Llistat de presidents
- Emilio Attard Alonso (1996-1997)
- Carlos Climent González (1998-2003)
- Vicente Garrido Mayol (2003-2016)